# ميدان الحرية (خاركيف)
ميدان الحرية (بالأوكرانية: Майдан Свободи, والتي تكتب بحروف رومانية Maidan Svobody، بالإنجليزية: Freedom Square (Kharkiv)) في خاركيف، أوكرانيا، هي ثامن أكبر ميدان في أوروبا.
في 1 مارس 2022، أثناء معركة خاركيف إبان الغزو الروسي لأوكرانيا، تعرض الميدان والمناطق المحيطة به لقصف صاروخي روسي.

## الاستخدام

### احتجاجات وتجمعات
في 2014، كان الميدان موقعًا لمظاهرات قام بها نشطاء موالون لروسيا وأوكرانيا في خاركوف. كانت القضية تتعلق بتمثال لينين، الذي دافع عنه المتظاهرون الموالون لروسيا بشراسة ضد محاولات تفكيكه من قبل الناشطين المؤيدين لأوكرانيا.

### استعراضات يوم النصر
من 2010 إلى 2013، استضاف الميدان استعراضا عسكريا سنويًا بمناسبة عيد النصر على النازية بمشاركة قوات حامية خاركيف والأكاديميات العسكرية الموجودة في خاريوف وقوات من روسيا.

## معرض

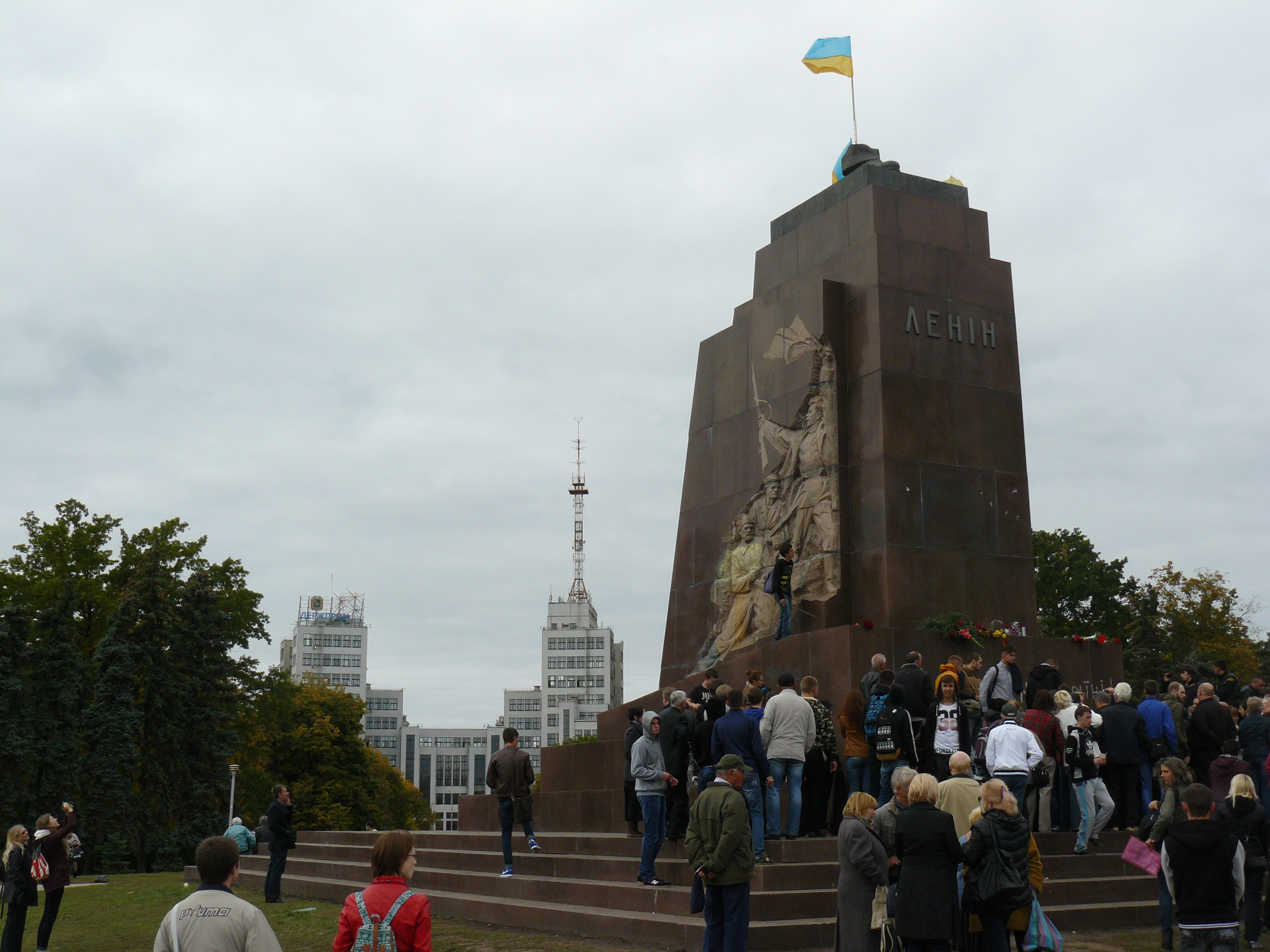
القاعدة التي كان يقف عليها تمثال لينين قبل هدمه ليلة 28 سبتمبر 2014.
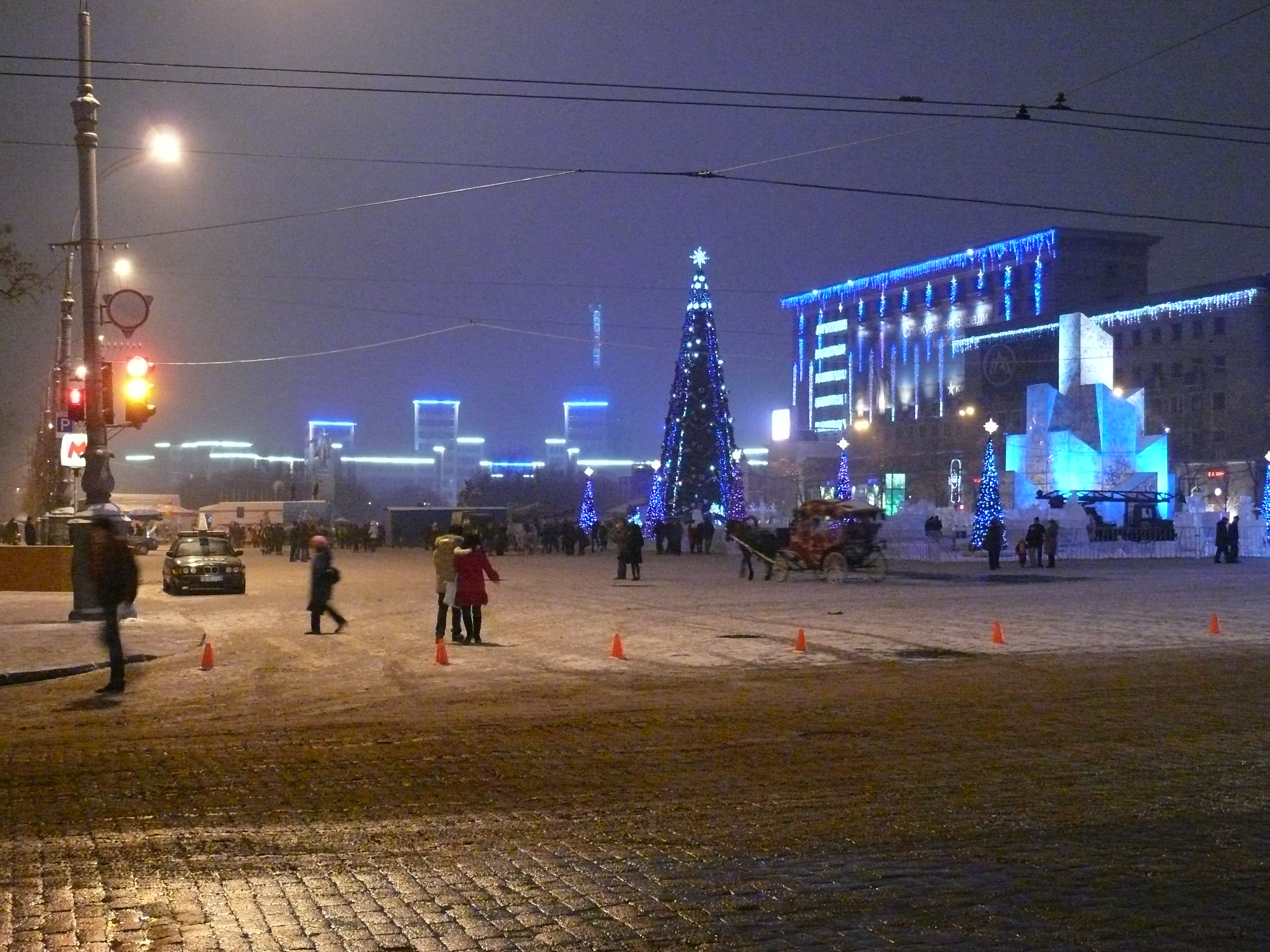
رأس سنة 2009
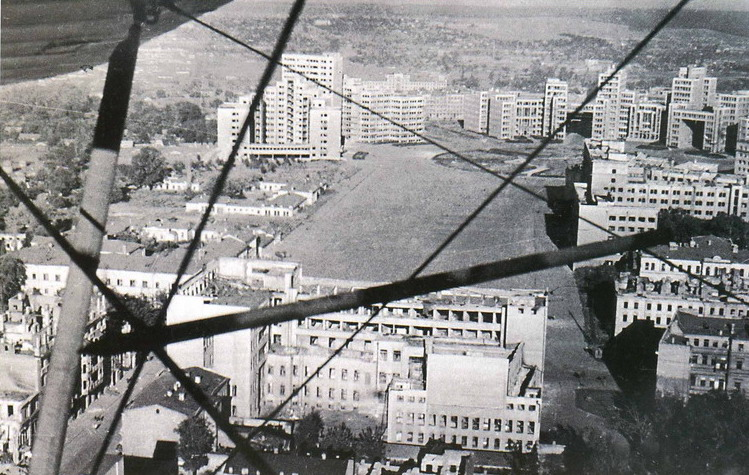
الميدان في 1943